# Thom Noble
Thom Noble és un muntador de pel·lícules britànic (film editor) que va guanyar un Oscar i un premi ACE Eddie Award per la pel·lícula Witness (1985), i va ser nominat a un Osca i un BAFTA Award for Best Editing per Thelma and Louise (1991).

## Filmografia parcial
Els directors de les pel·lícules s'indiquen entre parèntesis.
- The Man Outside (Samuel Gallu)
- And Now For Something Completely Different (Ian MacNaughton - 1971)
- The Apprenticeship of Duddy Kravitz (Ted Kotcheff - 1974)
- Red Dawn (John Milius - 1984)
- Witness (Peter Weir - 1985)
- The Mosquito Coast (Peter Weir - 1986)
- Poltergeist II: The Other Side (Brian Gibson - 1986)
- Thelma & Louise (Ridley Scott - 1991)
- Final Analysis (Phil Janou - 1992)
- Body of Evidence (Uli Edel - 1993)
- The Hudsucker Proxy (Joel Coen - 1994)
- La lletra escarlata (The Scarlet Letter) (Roland Joffé - 1995)
- Límit vertical (Vertical Limit) (Martin Campbell - 2000)
- Reign of Fire (Rob Bowman - 2002)
- Flightplan (Robert Schwentke-2005)
- The Last Time (Michael Caleo-2006)
- Passengers (Rodrigo García - 2008)
- The Time Traveler's Wife (Robert Schwentke - 2009)